# O Quebra-Nozes (filme)
O Quebra-Nozes é um filme musical brasileiro de 1986 dirigido por Alcino Diniz.

## Elenco
- Sérgio Britto
- Lucinha Lins
- Sylvia Massari
- Cláudio Tovar
- José Vasconcelos
- Daniel Barcelos